# La batalla de Jerez (Zurbarán)
La batalla de Jerez es el tema de un cuadro de Francisco de Zurbarán, que compone la referencia 125 en el catálogo razonado y crítico, realizado por Odile Delenda, historiadora del arte especializada en este pintor.

## Introducción
No es casual un asunto bélico en el retablo principal de la cartuja de Jerez de la Frontera. Según Martín de Roa, esta cartuja se fundó en El Sotillo, donde en 1248 tuvo lugar un combate nocturno entre huestes cristianas y unas tropas musulmanas emboscadas en la oscuridad. Gracias a la Virgen, el cielo se iluminó milagrosamente, permitiendo el triunfo de los cristianos. El prodigio se representó en una pintura al fresco en una ermita —fuera del espacio de clausura— donde Fernando III de Castilla oró antes de otras batallas. El hermano Esteban Rallón —en su Historia de Xerez de la Frontera— refiere que la contienda tuvo lugar en 1368, pero coincide en la existencia de un fresco en aquella capilla, que tal vez fuera la fuente de inspiración de la presente obra de Zurbarán.
Siendo una pintura de batallas más que una simple pintura religiosa, los monjes decidieron trasladar este lienzo a la derecha del coro de los legos, formando pendant con la Virgen del Rosario con dos cartujos, al otro lado del coro.

### Datos técnicos y registrales
- Originariamente, en el primer cuerpo del compartimiento central del retablo del altar mayor de la cartuja de Jerez de la Frontera.
- Actualmente en el Museo Metropolitano de Arte de Nueva York —Accession Number: 20.104—;
- Pintura al óleo sobre lienzo, 335 x 191,1 cm;[4]
- Datación: ca.1637–39;
- Restaurado en 1986-1987, en los talleres del Met;
- Catalogado por Odile Delenda con el número 125, y por Tiziana Frati con el 251.[5]

### Descripción de la obra
El rompimiento de gloria se compone de nubes con cabezas difuminadas de angelotes, alrededor de la Virgen con el Niño. María es representada muy joven, y lleva largo y suelto su rubio cabello. Porta una corona imperial y viste un manto azul sobre una falda rosa-violácea y una camisa malva claro. Sentada sobre nubes, sostiene con sus dos manos al Niño, que está inclinado, difundiendo una luz dorada sobre la emboscada, de forma que María es en realidad la mediadora del prodigio.
En 1634-1635, Zurbarán trabajó en el Salón de Reinos del Palacio del Buen Retiro, lo cual tal vez explique algunas características del presente lienzo. Los anacrónicos trajes de los soldados recuerdan a los de La rendición de Breda. El lancero de la izquierda recuerda tanto al arcabucero del extremo izquierdo de dicha obra de Velázquez, como a un infante de parecida posición en la La recuperación de la isla de San Cristóbal de Félix Castelo. Zurbarán monumentaliza la obra con la enorme figura del lancero de la izquierda —bello rostro, gran sombrero de fieltro, de pie, piernas separadas— mostrando al espectador la batalla, en segundo término. A la derecha, el soldado con casco queda a oscuras y resulta poco coherente. Como en La rendición de Breda, las lanzas dan mayor profundidad a la composición, si bien en el presente lienzo son representadas oblicuamente, ocupando un tercio de la composición. Al fondo se representa anacrónicamente a la ermita —posterior a la batalla— y un hermoso arbolado verde-azulado.

## Procedencia
1. Jerez de la Frontera, Cartuja de Nuestra Señora de la Defensión, retablo del altar mayor, primer cuerpo, compartimiento central, 1638-1640;
2. Retablo del coro de los hermanos legos, lado derecho, 1660-1700 (?);
3. Madrid, Palacio del príncipe de la Paz, 1810-1813, n.° 19;
4. París, Museo Napoleón, 1813-1815 (inv. 1813, n.° 349; no expuesto);
5. Madrid, Real Museo, 1815-1816 (en caja);
6. Monasterio de Santa María de El Paular, 1817-1819 (?);
7. Madrid, Real Academia de Bellas Artes de San Fernando, 1819-1824;
8. Real Academia Provincial de Bellas Artes de Cádiz, diciembre de 1835-junio de 1837;
9. Vendido en 80.000 reales al barón Taylor por José Cuesta de Sevilla, por intermediación de Antonio Mesa, 20 de junio de 1837;
10. Real orden autorizando la venta, 9 de julio de 1837;
11. París, Galería española de Luis Felipe, 1838-1848, n.º 355 (1), n.° 365 (4);
12. París, almacenes del Louvre, 1848-1850;
13. Londres, Christie’s, venta de obras de Luis Felipe, 7 de mayo de 1853, n.° 405, (160 £),
14. Comprado por Farrer para Henri Labouchère, futuro barón Taunton;
15. Colección Lord Taunton;
16. Adquirido por el museo a sus descendientes en 1920.[9]